# Stalagtia
Stalagtia es un género de arañas araneomorfas de la familia Dysderidae. Se encuentra en los Balcanes y el oeste de Turquía.

## Lista de especies
Según The World Spider Catalog 12.0:
- Stalagtia argus Brignoli, 1976
- Stalagtia christoi Van Keer & Bosmans, 2009
- Stalagtia hercegovinensis (Nosek, 1905)
- Stalagtia kratochvili Brignoli, 1976
- Stalagtia monospina (Absolon & Kratochvíl, 1933)
- Stalagtia skadarensis Kratochvíl, 1970
- Stalagtia thaleriana Chatzaki & Arnedo, 2006